# サトノアレス
サトノアレスは、日本の競走馬。2016年の朝日杯フューチュリティステークスの勝ち馬である。
馬名の由来は冠名＋ギリシャ神話の戦の神。

## 経歴

### 2歳（2016年）
2016年8月14日、札幌競馬場のメイクデビューで初出走し、2番人気に支持された。後方からレースを進め、直線で1番人気コリエドールとの追い比べとなるもクビ差の2着に敗れた。
9月11日、3戦目の中山競馬場2歳未勝利をクビ差で勝って初勝利を挙げる。2か月半のレース間隔を開けて11月27日、東京競馬場のベゴニア賞に出走し、道中7番手で待機すると直線で一気に抜け出して快勝した。
12月18日、2連勝で朝日杯フューチュリティステークスに出走し、6番人気に支持される。中団からやや後方に位置すると直線で外から一気に脚を伸ばして先頭に立つと、外から追い上げるモンドキャンノの追撃を振り切り、3連勝でG1初制覇を飾った。
2017年1月10日、2016年度のJRA賞最優秀2歳牡馬に選出された。

### 3歳（2017年）
3歳初戦、3月19日のスプリングステークスは1番人気に推されたが、スタートでつまづいて出遅れ、最後方から追い上げたものの4着に敗れた。
4月16日の皐月賞に2歳王者の復権をかけて挑むが、8番人気と大きく評価を落とした。このレースでも最後方からの競馬となり、上り最速の33.9秒で追い上げたが11着に終わった。東京優駿（日本ダービー）を前に短期の放牧に出され、5月9日に帰厩するが、ダービーへの出走は断念された。
陣営は次走として7月8日にアメリカ合衆国のベルモントパーク競馬場で開催されるベルモントダービー招待への挑戦も検討したが、遠征は見送られ、距離や馬場適性を考慮して7月2日に函館競馬場で開催される別定重量のオープン特別競走巴賞を選択。1.5倍の断然人気に応えて勝利した。続いて中1週で7月16日の函館記念に出走、再び1番人気に推されるが、伸びを欠き6着に沈んだ。
函館記念の後は休養に入り、3か月後の10月21日、富士ステークスに出走するが不良馬場に苦しんで 6着。11月25日のキャピタルステークスはダイワキャグニーとの競り合いにクビ差敗れ2着となる。

### 4歳（2018年）
4歳初戦、2月4日の東京新聞杯はスタートが遅れて後方からの競馬となるが、追い込んで最内から伸び、リスグラシューに1馬身差の2着と久々に重賞で好走する。次走、5月12日の京王杯スプリングカップも後方から脚を伸ばし、レコードタイムで勝ったムーンクエイクとタイム差なしの3着に入った。続いて6月3日、安田記念に出走。このレースもスタートのタイミングが悪く遅れたが、後方待機から追い込んで先頭集団に並びかけ、突き抜けることはできなかったが勝ったモズアスコットから0.2秒差の4着と善戦した。
その後は8月12日にフランスのドーヴィル競馬場で開催されるジャック・ル・マロワ賞に挑戦する予定だったが、7月20日、体調不良のため遠征を取りやめた。休養は長引き、年末の12月22日、阪神カップで復帰したが、他馬に絡まれて集中力を欠き、ブービーの15着に惨敗した。

### 5歳（2019年）
大敗した前走から立て直して2月3日の東京新聞杯に出走、内から猛然と追い込んで勝ったインディチャンプから差のない3着と好走する。次走、4月6日にオーストラリアのランドウィック競馬場で行われるドンカスターマイルに予備登録したが、遠征はしなかった。
5月11日、京王杯スプリングカップに出走予定だったが、馬場入り後に左前肢跛行を発症して競走除外。その後、体調は回復したが調教のピッチを上げることが難しいと判断され、引退が決定した。
10月16日付けで競走馬登録を抹消した。

## 競走成績
以下の内容はnetkeiba.comの情報に基づく。
| 競走日     | 競馬場 | 競走名      | 格      | 距離（馬場）  | 頭 数 | 枠 番 | 馬 番 | オッズ （人気） | 着順 | タイム （上がり3F） | 着差 | 騎手        | 斤量 [kg] | 1着馬（2着馬）       | 馬体重 [kg] |
| ---------- | ------ | ----------- | ------- | ------------- | ----- | ----- | ----- | --------------- | ---- | ------------------- | ---- | ----------- | --------- | -------------------- | ----------- |
| 2016.08.14 | 札幌   | 2歳新馬     |         | 芝1800m（良） | 7     | 7     | 7     | 002.90（2人）   | 02着 | R1:52.8（34.6）     | -0.0 | 0柴山雄一   | 54        | コリエドール         | 496         |
| 0000.08.28 | 札幌   | 2歳未勝利   |         | 芝1800m（良） | 9     | 3     | 3     | 001.20（1人）   | 02着 | R1:51.8（35.3）     | -0.2 | 0C.ルメール | 54        | サングレーザー       | 500         |
| 0000.09.11 | 中山   | 2歳未勝利   |         | 芝1800m（稍） | 15    | 5     | 8     | 002.20（1人）   | 01着 | R1:50.2（34.8）     | -0.0 | 0柴山雄一   | 54        | （レッドローゼス）   | 490         |
| 0000.11.27 | 東京   | ベゴニア賞  | 500万下 | 芝1600m（良） | 13    | 6     | 8     | 004.10（2人）   | 01着 | R1:35.6（33.8）     | -0.2 | 0R.ムーア   | 55        | （エトルディーニュ） | 496         |
| 0000.12.18 | 阪神   | 朝日杯FS    | GI      | 芝1600m（良） | 18    | 8     | 17    | 014.20（6人）   | 01着 | R1:35.4（34.1）     | -0.1 | 0四位洋文   | 55        | （モンドキャンノ）   | 500         |
| 2017.03.19 | 中山   | スプリングS | GII     | 芝1800m（良） | 11    | 7     | 9     | 003.20（1人）   | 04着 | R1:48.7（35.5）     | -0.3 | 0戸崎圭太   | 56        | ウインブライト       | 500         |
| 0000.04.16 | 中山   | 皐月賞      | GI      | 芝2000m（良） | 18    | 7     | 13    | 019.80（8人）   | 11着 | R1:58.4（33.9）     | -0.6 | 0戸崎圭太   | 57        | アルアイン           | 500         |
| 0000.07.02 | 函館   | 巴賞        | OP      | 芝1800m（良） | 8     | 6     | 6     | 001.50（1人）   | 01着 | R1:46.5（34.1）     | -0.0 | 0C.ルメール | 54        | （アングライフェン） | 510         |
| 0000.07.16 | 函館   | 函館記念    | GIII    | 芝2000m（重） | 16    | 1     | 1     | 003.80（1人）   | 06着 | R2:01.6（35.8）     | -0.4 | 0C.ルメール | 54        | ルミナスウォリアー   | 510         |
| 0000.10.21 | 東京   | 富士S       | GIII    | 芝1600m（不） | 15    | 1     | 1     | 015.30（6人）   | 06着 | R1:35.7（35.3）     | -0.9 | 0大野拓弥   | 54        | エアスピネル         | 510         |
| 0000.11.25 | 東京   | キャピタルS | OP      | 芝1600m（良） | 18    | 1     | 2     | 004.30（2人）   | 02着 | R1:32.6（33.4）     | -0.0 | 0C.ルメール | 55        | ダイワキャグニー     | 516         |
| 2018.02.04 | 東京   | 東京新聞杯  | GIII    | 芝1600m（良） | 16    | 2     | 3     | 008.90（5人）   | 02着 | R1:34.3（33.3）     | -0.2 | 0柴山雄一   | 57        | リスグラシュー       | 510         |
| 0000.05.12 | 東京   | 京王杯SC    | GII     | 芝1400m（良） | 18    | 1     | 1     | 005.10（2人）   | 03着 | R1:19.5（32.7）     | -0.0 | 0蛯名正義   | 56        | ムーンクエイク       | 504         |
| 0000.06.03 | 東京   | 安田記念    | GI      | 芝1600m（良） | 16    | 1     | 2     | 014.50（7人）   | 04着 | R1:31.5（33.3）     | -0.2 | 0蛯名正義   | 58        | モズアスコット       | 514         |
| 0000.12.22 | 阪神   | 阪神C       | GII     | 芝1400m（稍） | 16    | 5     | 10    | 007.40（4人）   | 15着 | R1:23.6（36.6）     | -2.5 | 0川田将雅   | 57        | ダイアナヘイロー     | 514         |
| 2019.02.03 | 東京   | 東京新聞杯  | GIII    | 芝1600m（良） | 15    | 1     | 1     | 009.80（4人）   | 03着 | R1:32.0（33.4）     | -0.1 | 0柴山雄一   | 56        | インディチャンプ     | 518         |
| 0000.05.11 | 東京   | 京王杯SC    | GII     | 芝1400m（良） | 15    | 2     | 3     |                 | 除外 |                     |      | 0柴山雄一   | 56        | タワーオブロンドン   | 514         |

## 引退後
引退決定時には海外からの種牡馬入りのオファーもあったが、登録抹消後、日本のブリーダーズ・スタリオン・ステーションに入厩した。同所で種牡馬として供用された2020年から2022年までの3年間の種付け繁殖牝馬数はのべ43頭。2021年に生まれた初年度産駒は18頭が血統登録された。
2022年12月、初年度産駒のデビューを前にしてトルコジョッキークラブのオファーを受けてトルコへのトレードが成立。2023年1月、ブリーダーズ・スタリオン・ステーションを退厩し、2月5日に出国。2月6日未明にトルコ南東部を震源とするトルコ・シリア大地震が発生したが、同国北西部に向かうサトノアレスの移動に影響はなく、丸2日間の輸送と検疫を経てブルサ県のカラジャベイペンションスタッドに無事にスタッドインした。
2023年の種付け料は40,000トルコリラ（約28万円）で、日本供用の3年間の実績をはるかに上回る117頭の繁殖牝馬を集めた。
2023年7月31日、南関東公営・大井所属のアンジェラリュールが大井競馬場の2歳新馬戦で1着となり、産駒の初勝利を挙げた。

## 血統表
| サトノアレスの血統              | サトノアレスの血統                                   | サトノアレスの血統                                   | （血統表の出典）                                     | （血統表の出典） |
| 父系                            | サンデーサイレンス系                                 | サンデーサイレンス系                                 | サンデーサイレンス系                                 | [ § 2 ]          |
| 父 ディープインパクト 2002 鹿毛 | 父の父*サンデーサイレンス 1986 青鹿毛                | Halo                                                 | Hail to Reason                                       | Hail to Reason   |
| 父 ディープインパクト 2002 鹿毛 | 父の父*サンデーサイレンス 1986 青鹿毛                | Halo                                                 | Cosmah                                               |                  |
| 父 ディープインパクト 2002 鹿毛 | 父の父*サンデーサイレンス 1986 青鹿毛                | Wishing Well                                         | Understanding                                        | Understanding    |
| 父 ディープインパクト 2002 鹿毛 | 父の父*サンデーサイレンス 1986 青鹿毛                | Wishing Well                                         | Mountain Flower                                      |                  |
| 父 ディープインパクト 2002 鹿毛 | 父の母*ウインドインハーヘア 1991 鹿毛                | Alzao                                                | Lyphard                                              | Lyphard          |
| 父 ディープインパクト 2002 鹿毛 | 父の母*ウインドインハーヘア 1991 鹿毛                | Alzao                                                | Lady Rebecca                                         |                  |
| 父 ディープインパクト 2002 鹿毛 | 父の母*ウインドインハーヘア 1991 鹿毛                | Burghclere                                           | Busted                                               | Busted           |
| 父 ディープインパクト 2002 鹿毛 | 父の母*ウインドインハーヘア 1991 鹿毛                | Burghclere                                           | Highclere                                            |                  |
| 母 *サトノアマゾネス 2004 鹿毛  | 母の父*デインヒル 1996 鹿毛                          | Danzig                                               | Northern Dancer                                      | Northern Dancer  |
| 母 *サトノアマゾネス 2004 鹿毛  | 母の父*デインヒル 1996 鹿毛                          | Danzig                                               | Pas de Nom                                           |                  |
| 母 *サトノアマゾネス 2004 鹿毛  | 母の父*デインヒル 1996 鹿毛                          | Razyana                                              | His Majesty                                          | His Majesty      |
| 母 *サトノアマゾネス 2004 鹿毛  | 母の父*デインヒル 1996 鹿毛                          | Razyana                                              | Spring Adieu                                         |                  |
| 母 *サトノアマゾネス 2004 鹿毛  | 母の母Prawn Cocktail 1992 鹿毛                       | Artichoke                                            | Jacinto                                              | Jacinto          |
| 母 *サトノアマゾネス 2004 鹿毛  | 母の母Prawn Cocktail 1992 鹿毛                       | Artichoke                                            | Ivory Tower                                          |                  |
| 母 *サトノアマゾネス 2004 鹿毛  | 母の母Prawn Cocktail 1992 鹿毛                       | Crimson Saint                                        | Crimson Satan                                        | Crimson Satan    |
| 母 *サトノアマゾネス 2004 鹿毛  | 母の母Prawn Cocktail 1992 鹿毛                       | Crimson Saint                                        | Bolero Rose                                          |                  |
| 母系(F-No.)                     | Crimson Saint系(FN:8-c)                              | Crimson Saint系(FN:8-c)                              | Crimson Saint系(FN:8-c)                              | [ § 3 ]          |
| 5代内の近親交配                 | Northern Dancer 5×4=9.38%、Natalma 5･5（母内）=6.25% | Northern Dancer 5×4=9.38%、Natalma 5･5（母内）=6.25% | Northern Dancer 5×4=9.38%、Natalma 5･5（母内）=6.25% | [ § 4 ]          |
| 出典                            | 1. 2. 3. 4.                                          | 1. 2. 3. 4.                                          | 1. 2. 3. 4.                                          | 1. 2. 3. 4.      |

- 祖母の半姉に繁殖牝馬として名種牡馬ストームキャットを産んだターリングア、半兄にシャトル種牡馬として成功したロイヤルアカデミーがいる。